# Henry Prendergast Vereker
Henry Prendergast Vereker foi um escritor e político britânico do século XIX.

## Biografia
Henry Prendergast Vereker nasceu em 1823, o quarto filho de John Pendergast Vereker, 3º Visconde Vort, e sua primeira esposa, Maria O'Grady, filha de Lord Guillamore.
Instalado no Estado do Rio Grande do Sul, em 1860 publicou um livro intitulado The British shipmaster's hand book to Rio Grande do Sul.
Em junho de 1861, estava servindo como cônsul honorário do Reino Unido naquele estado quando a notícia do naufrágio e saque do mercador britânico Prince of Wales ocorrido na costa de Albardão, Rio Grande do Sul, o motivaram a intervir. A constatação do saque, suas suspeitas de que os sobreviventes do naufrágio teriam sido assassinados, a incapacidade das autoridades locais de solucionar o caso (que Vereker atribuiu ao conluio com os saqueadores em alguns casos e negligência em outros) levaram o cônsul a levantar o caso ao secretário de Relações Exteriores Earl Russell.
O caso, em que o representante britânico no Rio de Janeiro William Dougal Christie mais tarde pegaria em suas mãos, se tornaria um dos incidentes que desencadearam a chamada Questão Christie, um grave conflito que levou ao rompimento das relações diplomáticas entre o Império do Brasil e da Grã-Bretanha.
De volta à Europa, em 10 de fevereiro de 1866 , casou-se com a irlandesa Louisa Elizabeth Mary Gosset com quem teve dois filhos: Henriqua Elizabeth Vereker (26 de fevereiro de 1868, Charente, França, 6 de janeiro de 1954, La Seyne, França) e Royal Capitão de artilharia Charles Granville Vereker (18 de setembro de 1869, França, 17 de dezembro de 1947, Forest of Dean, Gloucestershire, Inglaterra)
Ele morreu em 22 de março de 1904, em Binstead, Ilha de Wight, Hampshire, Inglaterra.